# 2012年大马士革之战

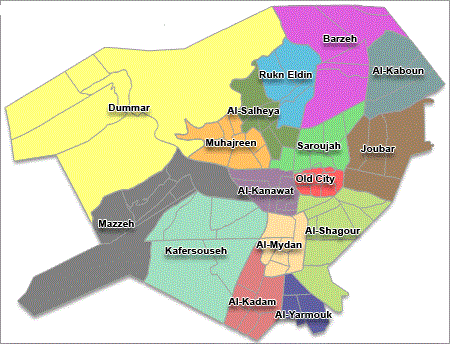
大马士革区划地图

大马士革之战（The Battle of Damascus，或 Operation Damascus Volcano）开始于2012年7月15日，是叙利亚内战的一部分。一些报道称有数千名反对派武装围攻首都大马士革，而反对派则把针对大马士革发起的战役称为代号为“大马士革火山与叙利亚地震”（Damascus volcano and Syrian earthquake）的解放行动。
在此期间大马士革的大部分商店都闭门停业，路上的交通车辆也很少。有不少居民已经逃离该地。

## 战斗

### 反对派进攻
7月15日
其中一支反對派武裝从杜马朝首都进发。激烈战斗发生在一些市区，政府軍想把反對派赶出去。战斗导致通往机场的道路被关闭。
7月16日
在南部的Midan与Tadhamon地区发生了激烈交火，敘軍尽力想使用坦克与装甲车包围反對派。自由军控制了这两个地区，而敘軍想夺回它们。根据叙国家电视台报道，政府軍在战斗中打死了超过80名反对派士兵。
7月17日
在叙利亚中央银行所在的Sabaa Bahrat广场附近发生了交火，这个广场曾举办过几次支持政府的大型集会活动。在叙议会大厦附近也有交战。在南部的Midan与Kfar Sousa地区以及北部的Barzeh与Qabun地区战斗仍在持续中。政府軍对这些地区使用火炮攻击，尤其是针对Midan地区。同时，在Barzeh与Qabun地区有武装直升机从空中袭击反对派。后来，在以上四个地区都有武装直升机参与攻击。SANA报道，反对派已经从Nahr Aisha地区撤退到了Midan地区继续战斗。从戈兰高地转移回来的部队正在防御首都。
反对派宣布他们在16日打死了超过70名政府軍与親政府民兵，敘政府称摧毁了14辆反对派的车辆，一名敘軍军官称他们在Qaboun地区的战斗中打死了33名、打伤15名、以及俘虏145名反对派。活动家Shakeeb al-Jabri称总计超过200名政府軍士兵已被打死打伤。亲政府的网站报道，一名副警察局长、准将Issa Duba因伤死亡。自由军称他们摧毁了一辆、俘获了一辆装甲车，里面的政府軍士兵也被消灭。反对派也称在Qaboun地区击落了一架直升机。
一名自由军军官宣布解放大马士革的战役已经开始。不过反对派发言人But Tarek称，目前在大马士革发生的还只是小规模冲突，他说真正的解放战斗还没到来。敘利亞信息部长Omran Zoabi表示，政府軍包围并击退了反对派，其余的还在战斗中。
7月18日
在夜晚，当地居民说在离总统府100米的地方有交火发生。SANA报道政府軍进入了Midan地区；SOHR报道直升机在空袭Barzeh与Qaboun地区，在Kfar Souseh与Nahr Aisha地区也有交火。
在空袭之后，自由军宣布从Midan地区撤退。Al Jazeera报道敘軍轰炸了该地。傍晚，Midan地区被敘軍控制。自由军则转移至al-Sabina地区。
反对派宣布，敘軍军官Mohammad al-Bardan率领他的士兵们变节加入了反对派。Al Arabiya报道，这些士兵来自第三装甲師。不过，没有其他新闻报道给予证实。路透社报道，敘軍从一处俯瞰首都的高山上轰炸一些郊区。Al Jazeera同时报道，自由军击落两架正在空袭塔達蒙（Tadamon）与Al-Hajjar al-Aswad地区的直升机。SOHR报道，60名政府軍士兵在第三、第四天被打死。

### 政府軍反攻
7月19日，政府軍發動攻勢，試圖驅逐已進入大馬士革的反對派部隊。
7月20日，敘軍在当天结束時已完全控制市中心和市中心以外地区，尽管一些外围地区仍有交火发生。在雅爾矛克難民營附近戰鬥的反對派部隊也被政府軍和親政府的巴勒斯坦人派系擊敗。
7月21日，法新社报道敘軍在20日已经控制了塔達蒙（Tadamon）、Qaboun、Barzeh以及Midan地区。而在Jobar、Kfar Sousa与Mazeeh地区，战斗仍在持续。後來證實反对派仍控制着Barzeh地区。活动家称战斗发生在北部的Barzeh与Rukneddine地区。一名活动家说一个位于Khaled bin Waleed大街的警察局受到袭击，而反对派正在首都进行游击战。早晨，当地居民表示处于平静状态。SOHR报道，敘軍在轰炸Al-Kaddam与Assali郊区，哈賈拉斯瓦德与塔達蒙地区的居民也说战斗在持续着。
上载网络的视频显示，北部的al-Tal郊区，警察部队向一些自由军投降，当天有12个平民死亡，其中7人是被狙击手射杀的。
身為基督徒的Nabil Zougheib将和他的妻子、儿子在家里被暗杀。
7月22日，当地居民说发生了猛烈的炮轰。活动家说直升机朝南部郊区发射火箭炮。一个记者报道直升机也在空袭Barzeh地区。
第四装甲師袭击了Barzeh地区。该部队也攻击了Mezzeh地区，大约1000名政府軍在装甲车、坦克和推土机的支援下进入了该地。政府軍迫使反对派从Rukn al-Din地区撤退。国家媒体报道，政府軍正在消灭残余的反对派。活动家说，当天Barzeh地区也被敘軍控制，有至少5个年轻的反对派士兵被集体处决。反对派首次针对大马士革的攻势目前看来已经结束。活动家报道说政府軍在Mezzeh地区处决了至少20名非武装的人士，因为他们被怀疑帮助了反对派。
叙国家电视台播出了一些其他阿拉伯国家的士兵死于Qaboun地区的画面，包括2名埃及人与3名约旦人。

### 反對派敗退
7月23日，敘政府宣布攻擊首都的反对派大多已被击败。
在Mezze与Barzeh地区发现了23具被处决的尸体，一些人身上有明显的酷刑印记。
7月24日，在德拉雅郊区发现了24具被处决的反对派尸体。南部的哈賈拉斯瓦德（Hajar al-Aswad）地区受到了一些炮击，反对派报道政府軍攻击了Qaddam与al-Aswad地区。记者Alex Thompson描述称政府軍在首都获得了全面胜利，士兵在卡车上欢庆他们的胜利。晚上，活动家报道说，反对派大多已经撤离了首都。
7月25日，大馬士革市郊被反對派控制的城鎮Al-Tal遭到敘軍猛烈炮轟。
7月26日，反對派在大馬士革僅餘的控制區其中之一哈賈爾阿斯瓦德區據報發生了戰鬥。雅爾矛克難民營據報也有戰鬥發生。
7月29日，SANA稱政府軍已肅清哈賈爾阿斯瓦德區的反對派部隊。
反對派在大馬士革的殘餘部隊在塔達蒙區集結。敘軍於8月1日開始進攻該區。8月2日，附近的雅爾矛克難民營被炮彈擊中，造成15至21人喪生。
8月4日，塔達蒙區的武裝分子被肅清，領導進攻行動的一名將領宣稱整個大馬士革已經由敘利亞軍隊完全控制。敘軍稱塔達蒙區有800名反對派武裝分子，當中300人在最後進攻中被殲滅。